# محمدفؤاد صفاریان‌پور
فؤاد صفاریان‌پور  (زادهٔ ۱۳۵۹ در تهران)  کارگردان، کارگردان هنری، تهیه‌کننده، مجری و بازیگر در سینما و تلویزیون ایران است. 

## زندگی
او در سال ۱۳۷۲ با اولین فیلم کوتاه خود به نام «تباه» کارش را شروع کرد و تا سال ۱۳۸۶ فیلم‌های کوتاه دیگری با عناوین «آخرین پک»، «یک شاخه گل»، «آب آبی، آسمان آبی»، «زندگی» و… را ساخت.
او کار خود به‌عنوان دستیار کارگردانی را، در فیلم «روزی که هوا ایستاد (۱۳۷۶)» به‌کارگردانی نادر ابراهیمی و فیلم «هزاران زن مثل من (۱۳۷۹)» به‌کارگردانی رضا کریمی ادامه داد و در سال ۱۳۷۶ به‌عنوان دستیار تدوین با هایده صفی‌یاری در فیلم آژانس شیشه‌ای همکاری کرد.
در سال ۱۳۷۶، به دنبال ظهور دنباله‌دار هیل-باپ (۲۳ ژوئیهٔ ۱۹۹۵) فواد به همراه برادرش سیاوش به صداوسیما رفت و پیشنهاد کرد برنامه‌ای برای این رویداد ساخته شود؛ این پیشنهاد باعث شد که اجرایی کوتاه در قسمتی از برنامه‌های گروه کودک و نوجوان صدا و سیما داشته باشند..
فؤاد و سیاوش صفاریان‌پور در ۱۶ اردیبهشت ۱۳۸۰ همزمان با اولین سال روز جهانی نجوم در ایران، برنامه آسمان شب را به‌عنوان تهیه‌کننده و کارگردان در شبکه ۴ سیما اجرا کردند که این برنامه تا ۱۵ سال بعد ادامه داشت. در این مدت بیش از ۹۰۰ قسمت از این برنامه بخش شد.

## آثار
فواد صفاریان‌پور به همراهی برادرش سیاوش، در نقش‌های کارگردانی، تهیه‌کنندگی و مجری‌گردی در برنامه‌های آسمان شب، چرخ، تیک‌تاک، ۱٫۶۱۸ (نسبت طلایی)، جویندگان کسوف، ارتباط ایرانی، مردم ایران سلام، دایره، کندو، مداربسته، روزی روزگاری، آیتم‌های تصویر زندگی، رادیوهفت و… فعالیت داشته است. فؤاد همچنین به عنوان کارگردان هنری در برنامهٔ خندوانه و به عنوان کارگردان در یکی از مجموعه‌های شکرستان فعالیت دارد. او همچنین در سریال شرایط خاص (مجموعه تلویزیونی) ایفای نقش کرد.